# Остаться в живых (сезон 6)
Шестой сезон стал заключительным сезоном американского драматического телесериала «Остаться в живых». В США показ сезона осуществлял телеканал ABC с февраля по май 2010 года. В России параллельную (с задержкой в 5 дней) трансляцию сезона осуществляет Первый канал. Шестой сезон должен был продлиться 17 часов, как и пятый, но было принято решение продлить его до 18 часов за счёт того, что первая и последняя серии будут сдвоенными (двухчасовыми).
В финальном сезоне продюсеры обещают раскрыть такие давно тянущиеся загадки, как дымовой монстр, четырёхпалая статуя Тауэрт и личности скелетов из серии первого сезона «Восток — дело тонкое». Мэттью Фокс заявил в интервью, что в финальном сезоне персонажи Джек Шепард и Джон Локк «столкнутся лицом к лицу». Примерно треть финального сезона сосредоточится на одной временной линии и она «будет абсолютно линейной — никаких флешбеков, всё». Фокс также был долгое время единственным из актёрского состава, кто знал финал сериала.

## Актёрский состав
В шестом сезоне четырнадцать главных персонажей, десять из которых были и в пятом сезоне, к ним присоединяются три новых героя и один возвращается из четвёртого сезона. К концу прошлого сезона в сериале было две сюжетные линии, в связи с чем актёрский состав можно условно разделить на две группы. Первая сюжетная линия следит за теми, кто застрял в 1977 году и взорвал водородную бомбу на Острове в попытке изменить будущее: доктором Джеком Шепардом (Мэттью Фокс), бывшей беглой преступницей Кейт Остин (Эванджелин Лилли), миллионером Хьюго «Хёрли» Рейесом (Хорхе Гарсиа), бывшим военным Саидом Джарра (Навин Эндрюс), мошенником Джеймсом «Сойером» Фордом (Джош Холлоуэй), медиумом Майлзом Стромом (Кен Люн) и бывшим вышибалой мафии Джином Квоном (Дэниел Дэ Ким). Вторая сюжетная линия следит за группой людей, находящихся на Острове в наши дни в конце 2007 года. 
В неё входят: Сун Квон (Ким Юнджин), вернувшаяся на Остров в поисках мужа Джина, Бенджамин Лайнус (Майкл Эмерсон), бывший лидер коренного населения Острова, известного как Другие, умерший пассажир рейса 815 Джон Локк (Терри О'Куинн), пилот Фрэнк Лапидус (Джефф Фэйи), Ричард Алперт (Нестор Карбонель), нестареющий советник Других и одна из выживших с рейса 316 Илана (Зулейка Робинсон). Карбонель был назван участником основного актёрского состава исполнительными продюсерами на Comic-Con 2009, после того, как был приглашённой звездой в трёх предыдущих сезонах, и Фэйи был подтверждён Линделофом как один из основных актёров в шестом сезоне. Участие в качестве главного персонажа Иланы было подтверждено в пресс-релизе, в пятом сезоне Робинсон была приглашённой звездой. Также возвращается Эмили де Рэвин, которая отсутствовала во время пятого сезона и заморозила контракт, чтобы вернуться в заключительном сезоне в роли Клэр Литтлтон — молодой матери, которую последний раз видели в перемещающейся хижине с её покойным отцом.
Несколько бывших актёров сериала вернутся в него, или, по крайней мере, были приглашены. Генри Йен Кьюсик сыграет Десмонда Хьюма, который покинул Остров и живёт со своей женой Пенни (Соня Уолгер), которая также возвращается. Элизабет Митчелл вновь исполнит роль специалиста по бесплодию доктора Джульет Бёрк. Митчелл заявила, что её возвращение поспособствует развитию истории. Планируется, что Доминик Монаган сыграет погибшую рок-звезду Чарли Пэйса в четырёх сериях. Продюсеры также подтвердили, что Джереми Дэвис появится в роли умершего физика Дэниела Фарадея в нескольких сериях. Иэн Сомерхолдер также подтвердил, что он вернётся к роли погибшего Буна Карлайла в паре серий. Ребекка Мэйдер, игравшая антрополога Шарлотту Льюис, тоже заявляет, что она вернётся в сериал. Продюсерами было также подтверждено, что Гарольд Перрино и Синтия Уотрос, которые играли Майкла Доусона и Либби Смит, соответственно, появятся во второй половине сезона Говоря о возвращении Либби, Кьюз заметил: «Наконец, на все ваши вопросы [о Либби] будут ответы», однако, Линделоф в шутку ответил: «Нет, их не будет». Мэгги Грейс, которая исполняла роль Шеннон Рутерфорд — сводной сестры Буна — также было предложено вернуться, но актриса до сих пор не ответила на предложение из-за своего напряжённого графика съёмок Кроме того, сценаристы хотят вернуть персонаж Уолта Ллойда, однако Малкольм Дэвид Келли, который играл Уолта, успел сильно повзрослеть, и продюсеры работают над преодолением этого препятствия.
К второстепенным персонажам, которые должны вернуться, относятся: отец Джека и Клер, доктор Кристиан Шепард (Джон Терри), богатый промышленник и бывший лидер Других Чарльз Уидмор (Алан Дэйл), бывшая Другая Элоиза Хоукинг (Фионнула Флэнаган), бывшая девушка Локка, Хелен Норвуд (Кэти Сагал), бывший начальник Хёрли, Рэнди Нэйшнз (Билли Рэй Гэллион), загадочный пассажир рейса 316 Брэм (Брэд Уильям Хэнке), умерший одноглазый Другой Михаил Бакунин (Эндрю Дивофф), наёмники Мартин Кими (Кевин Дюранд) и Омар (Энтони Азизи), Винсент — пёс, который выжил в катастрофе рейса 815 и живёт на Острове, школьный учитель Лесли Арцт (Дэниел Робук), стюардесса рейса Oceanic 815 Синди Чендлер (Кимберли Джозеф), пристав, поймавший Кейт, Эдвард Марс (Фредрик Лене), пассажир рейса 815 Нил (Шон Уэйлен), хирург Других Итан Ром (Уильям Мэйпотер), отец Бена Роджер Лайнус (Джон Гриз) и дети-сироты Эмма и Зак (Кирстен Хэвлок и Микки Гро). Кроме этого, Грег Гранберг кратко сыграет роль пилота рейса 815 Сета Норриса, озвучив его в премьере сезона Марк Пеллегрино сыграет роль Джейкоба, загадочного человека, отвечающего за Остров, а Титус Уэлливер вновь исполнит роль не менее таинственного безымянного персонажа, который, как представляется, противостоит ему в финале пятого сезона.
В шестом сезоне также появилось несколько новых персонажей: актёр телесериала «Дедвуд» Джон Хоукс сыграл персонажа по имени Леннон, а японский актёр Хироюки Санада получил роль Догена, который играет жизненно важную роль в этом сезоне. Кроме того, Уильям Атертон выступил в качестве приглашённой звезды сериала, а Шейла Келли сыграла девушку по имени Зоуи.

## Список серий
| № общий | № в сезоне | Название                                         | Режиссёр        | Автор сценария                                | Центр. персонаж              | Дата премьеры   | Зрители в США (млн) |
| --- | ---------- | ------------------------------------------------ | --------------- | --------------------------------------------- | ---------------------------- | --------------- | ------------------- |
| 104105 | 12         | «LAX» «Аэропорт Лос-Анджелеса»                   | Джек Бендер     | Деймон Линделоф, Карлтон Кьюз                 | разные                       | 2 февраля 2010  | 12.09               |
| Показаны две реальности. В первой рейс 815 приземляется в аэропорту Лос-Анджелеса, где Кейт сбегает от маршала, а Джек узнаёт, что гроб с телом его отца потеряли при перевозке. Во второй выжившие возвращаются в наши дни после убийства Джейкоба; Джульет умирает, а Саид оживает в храме Других. Человек в чёрном, принявший облик Локка, оказывается дымовым монстром и убивает нескольких человек из команды Иланы. |            |                                                  |                 |                                               |                              |                 |                     |
| 106 | 3          | «What Kate Does» «Что делает Кейт»               | Пол Эдвардс     | Эдвард Китсис, Адам Хоровиц                   | Кейт                         | 9 февраля 2010  | 11.05               |
| Сойер уходит из храма, а Кейт пытается догнать его. Другие пытаются отравить Саида, а Джек мешает им. Джин идет искать Сун, но находит Клер, которая спасает его от Других. В альтернативной реальности Кейт помогает Клер. |            |                                                  |                 |                                               |                              |                 |                     |
| 107 | 4          | «The Substitute» «Замена»                        | Такер Гейтс     | Элизабет Сарнофф, Мелинда Хсю Тейлор          | Локк                         | 16 февраля 2010 | 9.82                |
| Дымовой монстр в облике Локка пытается убедить Сойера покинуть Остров. Сун настаивает, что настоящего Локка нужно похоронить. В альтернативной реальности Локка увольняют, и он становится учителем на замену. |            |                                                  |                 |                                               |                              |                 |                     |
| 108 | 5          | «Lighthouse» «Маяк»                              | Джек Бендер     | Деймон Линделоф, Карлтон Кьюз                 | Джек                         | 23 февраля 2010 | 9.95                |
| Джейкоб направляет Хёрли и Джека к Маяку, чтобы встретить новых гостей на острове. Клер привела Джина к себе в хижину. В альтернативной реальности нам показывают отношения между Джеком и его сыном. |            |                                                  |                 |                                               |                              |                 |                     |
| 109 | 6          | «Sundown» «Закат»                                | Бобби Рот       | Пол Збышевски, Грэм Роланд                    | Саид                         | 2 марта 2010    | 9.29                |
| После привлечения Саида на свою сторону Человек в чёрном выдвигает ультиматум Другим: либо они присоединятся к нему, либо погибнут. Тем временем Кейт встречается с Клер. Во флешсайдах Саид помогает своему брату, попавшему в долговую яму. |            |                                                  |                 |                                               |                              |                 |                     |
| 110 | 7          | «Dr. Linus» «Доктор Лайнус»                      | Марио Ван Пиблз | Эдвард Китсис, Адам Хоровиц                   | Бен                          | 9 марта 2010    | 9.49                |
| Бенджамин находит Илану и остальных, присоединяясь к ним. Но благодаря Майлзу они узнают, что Бен убил Джейкоба. Илана заставляет Бена копать самому себе могилу. Позже является Враг Джейкоба и пытается привлечь Бена на свою сторону, но Бен остается с Иланой и другими. В альтернативной реальности мы видим Бена-учителя и его попытки занять место директора школы. |            |                                                  |                 |                                               |                              |                 |                     |
| 111 | 8          | «Recon» «Разведка»                               | Джек Бендер     | Элизабет Сарнофф, Джим Галассо                | Сойер                        | 16 марта 2010   | 8.87                |
| Человек в чёрном посылает Сойера с заданием на второй остров, где тот обнаруживает вернувшегося на остров Чарльза Уидмора. В альтернативной реальности Сойер продолжает поиски убийцы своих родителей, но уже в другом качестве. |            |                                                  |                 |                                               |                              |                 |                     |
| 112 | 9          | «Ab Aeterno» «С начала времён»                   | Такер Гейтс     | Мелинда Хсю Тейлор, Греггори Нэйшнс           | Ричард                       | 23 марта 2010   | 9.31                |
| Серия раскрывает тайну попадания Ричарда на Остров: в 1867 году он прибывает на корабле «Чёрная скала», будучи рабом. Он становится представителем Джейкоба в обмен на бессмертие. В наши дни его убеждают помочь кандидатам на место Джейкоба. |            |                                                  |                 |                                               |                              |                 |                     |
| 113 | 10         | «The Package» «Посылка»                          | Пол Эдвардс     | Пол Збышевски, Грэм Роланд                    | Сун и Джин                   | 30 марта 2010   | 10.13               |
| В альтернативной реальности по прилёте в Лос-Анджелес Джин и Сун останавливаются в отеле, где Джин должен был передать Кими часы и конфискованные на таможне деньги. Кими собирался убить Джина, но в ситуацию вмешивается Саид. На Острове Ричард после беседы со своей покойной женой, полный оптимизма, возвращается на пляж. Из лагеря дымового монстра люди Уидмора похищают Джина, а отправленный дымовым монстром на остров Гидра Саид видит, что люди Уидмора привезли на остров Дезмонда. |            |                                                  |                 |                                               |                              |                 |                     |
| 114 | 11         | «Happily Ever After» «Долгая и счастливая жизнь» | Джек Бендер     | Деймон Линделоф, Карлтон Кьюз                 | Десмонд                      | 6 апреля 2010   | 9.55                |
| На Острове Уидмор помещает Дезмонда в сильное магнитное поле, и его сознание перемещается в альтернативную реальность, где он начинает вспоминать события, произошедшие на Острове. |            |                                                  |                 |                                               |                              |                 |                     |
| 115 | 12         | «Everybody Loves Hugo» «Все любят Хьюго»         | Дэниэл Аттиас   | Эдвард Китсис, Адам Хоровиц                   | Хёрли                        | 13 апреля 2010  | 9.48                |
| В альтернативной реальности встречаются Хёрли и Либби, которые также вспоминают события, произошедшие на Острове. На Острове погибает Илана, а Хьюго, ведомый советами покойного Майкла, советует всем отправиться к дымовому монстру. |            |                                                  |                 |                                               |                              |                 |                     |
| 116 | 13         | «The Last Recruit» «Последний рекрут»            | Стивен Семел    | Пол Збышевски, Грэм Роланд                    | разные                       | 20 апреля 2010  | 9.53                |
| На Острове дымовой монстр готовится отправиться со всеми остальными на остров Гидра, но Сойер ломает его планы. В альтернативной реальности продолжают пересекаться судьбы главных героев. |            |                                                  |                 |                                               |                              |                 |                     |
| 117 | 14         | «The Candidate» «Кандидат»                       | Джек Бендер     | Элизабет Сарнофф, Джим Галассо                | Джек и Локк                  | 4 мая 2010      | 9.59                |
| Человек в Чёрном продолжает следовать своему плану — собрать всех Кандидатов вместе, но Джек по-прежнему хочет остаться на Острове. ЛжеЛокк пытается уничтожить всех кандидатов, ведь только так он сможет уйти с острова. В альтернативной реальности Джек пытается выяснить, почему Локк не хочет делать операцию. |            |                                                  |                 |                                               |                              |                 |                     |
| 118 | 15         | «Across the Sea» «Через море»                    | Такер Гейтс     | Деймон Линделоф, Карлтон Кьюз                 | Джейкоб и Человеком в Чёрном | 11 мая 2010     | 10.32               |
| Серия отсылает нас к истории появления Джейкоба и его брата (Человека в Чёрном) на Острове. Показана их жизнь в детские годы, смерть их названой матери и брата Джейкоба. Также серия пытается дать ответ на причину появления на Острове Дымового Монстра. |            |                                                  |                 |                                               |                              |                 |                     |
| 119 | 16         | «What They Died For» «Ради чего они умирали»     | Пол Эдвардс     | Эдвард Китсис, Адам Хоровиц, Элизабет Сарнофф | разные                       | 18 мая 2010     | 10.47               |
| В Альтернативной реальности Дезмонд продолжает собирать главных героев. На Острове Джейкоб ставит себе на замену Джека, а Бен убивает Чарльза Уидмора. Предполагалось, что эта серия станет первой частью финала сезона, но, по утверждениям продюсеров сериала, это не так. |            |                                                  |                 |                                               |                              |                 |                     |
| 120121 | 1718       | «The End» «Конец»                                | Джек Бендер     | Деймон Линделоф, Карлтон Кьюз                 | разные                       | 23 мая 2010     | 13.57               |
| Двухчасовая заключительная серия, последняя в шестом сезоне и во всём сериале. На Острове Дезмонд спускается в пещеру со Светом и «выключает» его. Как следствие, ЛжеЛокк становится смертным и перед тем, как Кейт его убивает, он смертельно ранит Джека. Несмотря на это, у Джека хватило сил сделать Хёрли новым хранителем Острова, снова зажечь Свет и спасти Дезмонда. Сойер, Кейт, Клер, Ричард, Майлз и Лапидус улетают с Острова на самолёте Ajira Airways. В Альтернативной Реальности, которая, по сути, стала Чистилищем, перед тем как «уйти дальше», встречаются почти все главные герои и вспоминают жизнь на Острове. Сериал заканчивается триумфальной смертью Джека посреди бамбуковой рощи. Последним кадром стал закрытый глаз Джека. Затемнение. LOST. |            |                                                  |                 |                                               |                              |                 |                     |